# Zawilce
Zawilce – osada w Polsce położona w województwie wielkopolskim, w powiecie złotowskim, w gminie Złotów. Miejscowość utworzono 1 stycznia 2014.